# Malika Dahil
Malika Dahil Aguiar (àrab: مليكة دحيل, Malīka Daḥīl; Loualidia, 13 d'abril de 1988) és una historietista i caricaturista marroquina que viu al Brasil d'ençà del 2015. És coneguda com la primera dona historietista del Marroc.

## Vida primerenca
Dahil va començar a estudiar Disseny a l'Escola Secundària Mohammed V, a Essaouira. En acabat el curs, va tenir l'oportunitat d'entrar a l'Escola de Belles Arts de Casablanca, però va haver d'interrompre els estudis por no poder-se mantenir financerament a la ciutat. Amb tot, va perpetuar el tracte amb el seu professor de còmic, Abdelaziz Mourid, mort el 2013, amb qui Dahil va fer el seu primer còmic, La Traversée.
La Traversée va ser un recull de còmics organitzada per Jean-François Chanson el 2010 sobre els intents de pas il·legal de jóvens de països africans al continent europeu. Hi van convidar diversos autors francesos i marroquins, a més d'un ivorià, un congolès i un camerunès. És arran d'aquesta publicació que Dahil és sovint considerada la primera dona dibuixant de còmics del Marroc.
A part d'això, va ser la dibuixant d'alguns àlbums escrits per Chanson: Switchers (adaptació del 2013 de la websèrie marroquina homònima) i Lamsari et le trésor des Oudayas (2015). Aquest darrer, publicat per l'editorial francesa L'Harmattan, va ser el primer llibre de còmic llançat a França amb autora marroquina. Concretament conta la història de Lamsari, que pretén desvelar un robatori d'artefactes arqueològics a la ciutat d'Oudayas.
Fins i tot va començar a il·lustrar el 2015 l'àlbum Légère Amertume (une histoire du thé), escrit per Elanni i Djaï, però no va poder tancar el projecte i hi va ser precedida per l'artista Koffi Roger N’Guessan. El 2021, quan el llibre va ser llançat al Brasil per l'editorial Skript Editora sota el títol Ligeiro Amargor (uma história do chá), les pàgines originalment fetes per Dahil van ser reproduïdes en tant que contingut extra.

## Vida al Brasil
El 2015, Dahil va ser contactada per un grup d'historietistes brasilers amb un llibre en procés de llegendes de diferents països, que li van proposar de contribuir-hi amb alguna història referent al Marroc. Dahil va realitzar-ne una d'Aicha Kandisha, una figura mitològica femenina del folklore del nord del país.
Passat aquest episodi, Dahil va mantenir-se en contacte amb l'artista amazònic Eunuquis Aguiar, creador del projecte. Havent conversat uns quants mesos mitjançant el Google Translate, ell va demanar-li matrimoni. Malgrat la divergència religiosa (ella és musulmana i ell és cristià), la família de Dahil va aprovar la unió. Així doncs, es va mudar a la ciutat de Manaus el 2016 i després de tres mesos s'hi van casar. El 2018 van tenir la seva primera filla, que es diu Amira.
Ja a Brasil, Dahil va dedicar un any a aprendre la llengua portuguesa i llavors es va posar a treballar immediatament com a caricaturista al jornal Amazonas em Tempo. Hi va crear, juntament amb el seu marit, el projecte "Dois Traços" (en català, Dos Traços), en el qual codibuixaven historietes. Un dels primers còmics de la parella va ser un d'amorós titulat Jouj Opostos, que explica la història de la marroquina Assia, qui té l'ego elevat per la seva bellesa, però es transforma en el que més detesta quan es troba el bruixot més temible del Marroc.
El 2018, la Federação das Associações Muçulmanas do Brasil va contractar Dahil i el també historietista Rogério Mascarenhas, més conegut com a Romahs, per a la creació de la revista de còmic Khalil, que té l'objectiu de parlar sobre islamofòbia al públic al qual està adreçat: criatures i preadolescents. El personatge principal de la publicació era el nen brasiler arabodescendent homònim, que conviu amb amics de diferents religions i aprofita les oportunitats que sorgeixen per a xerrar sobre l'islam i combatre prejudicis religiosos. El 2020, la revista va arribar a la cinquena edició, havent assolit una distribució gratuïta total de 50 000 exemplars en portuguès, anglès i àrab.
El 2020, Dahil i Aguiar van dur a terme el còmic romàntic Fronteira, finançat a través del Programa Cultura Criativa del Govern dels Estats de l'Amazones. El llibre tracta de dos infants, la marroquina Kika i el brasiler Caboquinho, que es troben després que la Kika és teleportada a la Floresta Amazònica i entra a una caverna. A part d'aprendre sobre les diferències culturals entre tots dos, cerquen una manera de retornar la Kika al seu país.

## Reconeixements
El 2016, Dahil va ser nominada al Festival Internacional de Còmics de Tetuan a "Millor projecte d'àlbum 2016" amb Le Cauchemar de Mehdi.
En canvi, el 2021, va guanyar el Trofeu HQ Mix en les categories de Nou Talent, Millor Colorista i Millor Publicació Infantil gràcies al còmic de tema amorós Fronteira. L'any següent, per la mateixa obra, va rebre el Premi Angelo Agostini en les categories de Millor Colorista i Millor Publicació Infantil, també.